# Закієв Мірфатих Закієвич
Мірфатих Закієвич Закієв (тат. Мирфатыйх Зәки улы Зәкиев; 14 серпня 1928, с. Зайпи Ютазинського (нині Бавлинський) району Татарської АРСР — 18 серпня 2023) — дійсний член Академії наук Республіки Татарстан, доктор філологічних наук, професор, завідувач відділу лексикології та діалектології ІМЛІ ім. Г. Ібрагімова АН РТ, академік-секретар Татарстанського відділення Міжнародної тюркської академії, член Турецького лінгвістичного товариства, почесний член президії Міжнародного центру тюркології Євразійського національного університету ім. Л. М. Гумільова (Казахстан), почесний професор Татарського державного педагогічного університету. Почесний доктор Башкирського державного університету (2011), Голова Верховної Ради Татарської АРСР (1980—1990).

## Освіта
1946—1951 рр. навчався на відділенні татарської філології Казанського державного університету, який закінчив з відзнакою. У 1951—1954 рр. навчався в аспірантурі.

## Трудова діяльність
Початок трудової діяльності припав на воєнні роки. Працював пастухом у колгоспі (1941), потім конюхом (1942), ковалем (1943—1946). У 1946 році поступив у Казанський державний університет, який закінчив з відзнакою в 1951 році. У 1954 році захистив кандидатську дисертацію «Присудок у сучасній татарській літературній мові». Потім працював старшим викладачем, доцентом кафедри татарської мови і літератури в Казанському державному університеті (1954—1960). Викладав предмети: синтаксис татарської мови, історія формування татарської мови, проблеми відродження і розвитку мов національних меншин.
- 1960—1965 — зав. кафедрою татарської мови КДУ.
- 1965—1967 — проректор з науки Казанського державного педагогічного інституту.
- 1967—1986 — ректор Казанського педагогічного інституту.
- 1968—1986 — зав. кафедрою татарського мовознавства Казанського педагогічного інституту.
- 1986—1996 — директор Інституту мови, літератури та історії КНЦ РАН (з 1992 р. — АН РТ).
- 1996—2000 — директор Інституту мови, літератури і мистецтва АН РТ.
- 1992—2002 — академік-секретар відділення гуманітарних наук АН РТ.
- C 1986 р. — завідувач відділом мовознавства, з 2007 року — відділу лексикології та діалектології ІМЛІ АН РТ.

## Громадська діяльність
- 1954—1956 — парторг відділення татарської філології КДУ. 1957—1960 — секретар парторганізації істфілфаку КДУ.
- 1969—1979 — депутат Казанської міськради.
- 1980—1990 — депутат і Голова Президії Верховної Ради ТАРСР.
- 1961—1987 — член редколегії журналу «Магариф»
- 1977—1986 — голова наукової комісії Мінпросу РРФСР з національної філології.
- 1978—1987 — член редколегії журналу «Радянська тюркологія».
- 1970 — по теперішній час — член республіканського Комітету з присудження державної премії ім. Р.Тукая.
- 1969—2000 — голова Рад з захисту дисертацій з педагогічних і філологічних наук.
- 1978—1991 — член Радянського комітету тюркологів.
- 1992 — по теперішній час — член Російського комітету тюркологів.
- 2000 — по теперішній час — член редколегії Турецького журналу «Kok араштырмалар».
- 2000 — теперішній час — член редколегії журналу «Фән һәм тел» (Наука і мова).
- 2000 — теперішній час — член дисертаційних рад у ІМЛІ та КДПУ.

Член Наукової ради «Мова і суспільство» при Відділенні літератури і мови РАН.
В даний час[коли?] — член комітету при Кабінеті Міністрів Республіки Татарстан щодо реалізації Закону Республіки Татарстан «Про мови».

## Наукова діяльність
Основні напрямки наукових досліджень:
- в галузі мовознавства:
  - синтаксичний лад татарської мови;
  - історія татарської мови;
  - проблеми розвитку татарської мови;
  - історія татарського мовознавства;
- в галузі історії:
  - етногенез тюрків і татар.

6 липня 1963 року захистив докторську дисертацію «Синтаксичний лад татарської мови». 2 вересня 1964 року М. З. Закієву було присвоєно вчене звання професора. У вересні 1991 року обраний академіком Академії наук Республіки Татарстан.

### Наукові школи
Створив наукові школи в галузі мовних, міжнаціональних і міжмовних контактів, двомовності і багатомовності. М. З. Закієвим підготовлено понад 40 наукових кадрів, 12 його колишніх аспірантів стали докторами, професорами і академіками різних громадських академій.

### Гіпотези М.З.Закієва в галузі історії народів Поволжя
Твори М. З. Закієва з історії народів Поволжя, зокрема казанських татар і чувашів, лежать в рамках ідеології булгаризму.
З метою доведення гіпотези автохтонності татар Поволжя М. З. Закієв відкидає теорії пересування тюркських племен у IV—VI ст. н. е. з Алтаю в Центральну, Середню, Передню, Малу Азію, Західний Сибір, Урало-Поволжя, на Кавказ і Балкани; переселення болгар в Урало-Поволжя лише в VII ст. н. е. з Північного Причорномор'я; монголо-татарського походження сучасних татар і булгарського походження сучасних чувашів.
У виданому під керівництвом М. З. Закієва збірнику «Матеріали з історії татарського народу» (1995) доводиться гіпотеза не тільки булгарських, але й скіфських, алано-асських, біармійських етнічних коренів сучасних татар.
З метою обґрунтування гіпотези, що тільки татари є нащадками волзьких булгар, М. З. Закієв стверджує, що мова другого стилю булгарської епітафії належить чувашам-мусульманам, які знаходяться на стадії прийняття булгарської мови, а не чувашам, які збереглися як чуваші. Що стосується першого стилю мови булгарської епітафії, то він, на думку М. З. Закієва належить самим булгарам, що складалися з різних місцевих тюркомовних племен, на основі подальшого розвитку яких формувався татарський народ. М. З. Закієв активно виступає з критикою теорії болгаро-чуваської мовної та етнічної спадкоємності, висунутої М. І. Ашмаріним у роботі «Болгари і чуваші». Історик  В. Д. Димитриев охарактеризував критику М. З. Закієва, як таку, що має політичні аргументи:
| | Він прагне спростувати ашмарінську теорію не так лінгвістичними, як політичними доводами: Ашмарін, мовляв, був царським цензором татарських видань (хоча цей цензор НЕ вилучив жодної татарської книги), служив російській буржуазії, хотів посварити чувашів з татарами, не був марксистом. |
| — Димитрієв В.Д., Про обгрунтування Н. І. Ашмаріним теорії болгаро-чуваської мовної та етнічної спадкоємності // Известия Национальной академии наук и искусств Чувашской Республики. — 1996. — № 1. — С. 183—200. | |

Звернувшись до ерзянського екзоетноніму чувашів «ветьке», М. З. Закієв припустив, що колись на території сучасної Чувашії існував фіно-угромовний народ веда, який змінив свій етнонім і мову під впливом власнетюркомовних суасів.
| | Чуваші - нащадки колишніх фіно-угромовних вед; вони формувалися в процесі тісного спілкування і консолідації вед з власнетюркомовними суасами, в результаті змішування фіно-угорської і тюркської мов, перевага виявилася на стороні тюркського ладу, за колишніми ведами закріпився і тюркський етнонім суас > чуваш. Частина тюркомовних суасів, яка не увійшла до складу чувашів, брала участь в утворенні булгаро-татар. |
| — Закієв М.З., Історія татарського народу (Етнічні корені, формування і розвиток). / Закиев М. З. — М.: ИНСАН, 2008. — С. 32. | |

У книзі «Волзькі булгари і їх нащадки», написаній ним у співавторстві з Я. Ф. Кузьміним-Юманаді в 1993 р, М. З. Закієв припускав, що в етногенезі чувашів брали участь якісь суаси, народ, який розмовляв монголо-тюркською змішаною мовою і марійці. В результаті утворився чуваський етнос з новою мовою, який вибрав собі в якості самоназви фіно-угорське слово, що означало «річка», «вода».
| | Інша частина суасів ще задовго до формування булгарської народності перемішалася з ранніми предками чувашів, які розмовляли особливою монголо-тюркською змішаною мовою (можливо, з хазарськими кабарами), а також і з частиною марійців. В результаті цього утворився новий етнос, що відрізняється мовою від ранніх предків чувашів, від суасів і від марійців. Ясно, що це сталося в далекій давнині, бо змішання мов (тобто утворення третьої мови з двох) можливе лише до виникнення класового суспільства, тобто до формування народності. У сучасному суспільстві змішання мов вже неможливе, можлива тільки асиміляція. Утворене з трьох різномовних племен нове племінне об'єднання сусідні марійці стали називати суасламарі, тобто людьми, чоловіками (суасською, марі - людина, чоловік), може й марійцями суасською. Цей етнонім, як ми вже знаємо, марійцями застосовується і в наші дні для позначення чувашів. Таке походження чувашів підтверджується ще й тим, що на початковому етапі змішування марійська частина суасламарі, що, наслідуючи суасську частину, іменували себе річковими асами, почала називати себе також річковими, застосовуючи для цього угро-фінське слово ведь (веде) 'річка, вода'. Етнонім веда довго служив однією з самоназв предків сучасних чувашів. Посилаючись на неспростовні докази, академік М. М. Тихомиров історію чувашів переконливо пов'язує з ведами.. Ґрунтуючись на цьому та інших історичних фактах, а також на матеріалах сучасної етнографо-лінгвістичної експедиції, мордовський учений М. Ф. Мокшін приходить до висновку: «Найбільш правильною виглядає думка М. М. Тихомирова, який вказав на тотожність чувашів з ведою, остання згадується, зокрема, в " Слові про погибель Руської землі" поряд з буртасами, черемисами і мордвою: "Буртаси, черемиси, веда і мордва бортьничаху на князя великого Володимира ". Важливий доказ того, що чуваші в середні століття дійсно були відомі на Русі під ім'ям веда, - це побутування даного етноніма у мордви, причому мордва називають так чувашів аж до теперішнього часу». |
| — Закієв М. З., Кузьмін-Юманаді Я. Ф., Волжські булгари та їх нащадки. — Москва: ИНСАН, Российский фонд культуры, 1993. — С. 87. | |

Відмінності чуваської мови від власне тюркських мов М. З. Закієв пояснює впливом монгольської і фіно-угорських мов.
| | Чуваші (сильний монгольський і фіно-угорський вплив віддалив цю мову від власнетюркської) |
| — Закієв М. З., Історія татарського народу (Етнічні корені, формування і розвиток). / Закиев М. З. — Москва: ИНСАН, 2008. — С. 32. |                                                                                           |

| | Тим часом, об'єктивна історія пов'язує етнічне коріння чувашів з ведами, які говорили фіно-угорською мовою марійського типу. Мабуть, ще в давнину їхня мова відчувала дуже значний вплив монгольської мови. Веди в Поволжі дуже тісно спілкувалися з власнетюркомовними суасами (одними з предків булгаро-татар), під впливом цієї мови фіно-угорська мова народу веда поступово набувала особливостей суасської мови, прийняв від них новий етнонім суас/сувас/чувас/чуваш. |
| — Закієв М. З., Історія татарського народу (Етнічні корені, формування і розвиток). / Закиев М. З. — М.: ИНСАН, 2008. — С. 94. | |

Значущість своїх ідейно-теоретичних концепцій на історичні теми філолог М. З. Закієв пояснює необхідністю захисту національних інтересів татарського народу в питаннях заснування м. Казані і споконвічної приналежності земель сучасного Татарстану.
| | Татаро-татарська концепція нічого спільного не має також з національними інтересами народу, який чекає від істориків і етнологів правдивого опису його етногенетичних коренів. Прийнявши цю концепцію, ми опинилися б у хибному положенні і в святкуванні 1000-річчя Казані. У цьому випадку нам довелося б стверджувати, ніби місто Казань було засноване в булгарський період чувашомовними булгарами, а не предками татар. |
| — Закієв М. З., Історія татарського народу (Етнічні корені, формування і розвиток). / Закиев М. З. — М.: ИНСАН, 2008. — С. 113. | |

| | Чуваські булгаристи заперечують право своїх татарських суперників іменуватися булгарами, оскільки бачать у них нащадків тільки прийшлих монголо-татар, які узурпували місцевих булгаро-чувашів і захопили їхні споконвічні землі. |
| — Закієв М. З., Історія татарського народу (Етнічні корені, формування і розвиток). / Закиев М. З. — М.: ИНСАН, 2008. — С. 331. | |

Ідейно-теоретичні концепції М. З. Закієва на історичні теми історик І. Л. Ізмайлов відносить до фолк-гісторі.

## Звання та нагороди
Закієв М. З. має звання:
- Заслужений діяч науки Татарської АРСР (1970);
- Заслужений діяч науки РРФСР (1976);
- Лауреат державної премії Республіки Татарстан з науки і техніки (1994).

Нагороджений орденами і медалями:
- 1946 — медаллю «За доблесну працю у Великій Вітчизняній війні 1941—1945 рр.»;
- у 1971 — орденом «Трудового Червоного Прапора»;
- у 1981 — орденом «Дружби народів» і в різні роки шістьма медалями, Почесними грамотами Верховної Ради ТАРСР і Президента РТ.

## Праці
Опублікував близько 800[джерело?] наукових робіт, зокрема близько 60[джерело?] монографій, підручників і навчальних посібників з проблем татарської мови, історії татарського народу, етнічної історії тюркських народів, міжнаціональних і міжмовних контактів, двомовності і багатомовності.
- Закиев М. З. Хәзерге татар әдәби теле. Синтаксис. — Казан, 1958. — 244 б. Учебное пособие для студентов вузов.
- Закиев М. З. Синтаксический строй татарского языка. — Казань, 1963. — 464с.
- Закиев М. З. Татар халкы теленең барлыкка килүе. — Казан, 1977. — 208 б.
- Закиев М. З. Происхождение тюрков и татар. — Казань : Инсан, 2002. — 496 с. — ISBN 5-85840-317-4.
- Закиев М. З. Волжские булгары и их потомки. (соавт. Я. Ф. Кузьмин-Юманади). — Казань, 1993. — 160 с.
- Закиев М. З. Проблемы языка и происхождения волжских татар. — Казань, 1986. — 304 с.
- Закиев М. З. Татары: Проблемы истории и языка. — Казань, 1995. — 464 с.
- Закиев М. З. Татарская грамматика. Том 3. Синтаксис. Издания на русском: Казань, 1992 и 1995. — 576 с. Издание на татарском: — Москва-Казань, 1999. — 510 с.
- Закиев М. З. Төрки-татар этногенезы. — Мәскәү-Казан, 1998. — 624 б.

## Родина
Одружений, має двох синів, чотирьох онуків та п'ятеро правнуків.

## Хобі
Захоплюється столярними роботами, садівництвом, грою на гармоніці.